# كلاي (نيويورك)
كلاي (بالإنجليزية: Clay, New York)‏ هي بلدة أمريكية تقع في الولايات المتحدة في مقاطعة أونونداغا، نيويورك. يقدر عدد سكانها بـ 58,206 نسمة ومساحتها 126.4 كم2 وترتفع عن سطح البحر 115 متر.

## أعلام
- سكوت كولومبوس
- باتريك كوربن